# Watton
Watton est une ville du district de Breckland dans le comté de Norfolk, en Angleterre. Elle est située à l'ouest de Norwich.

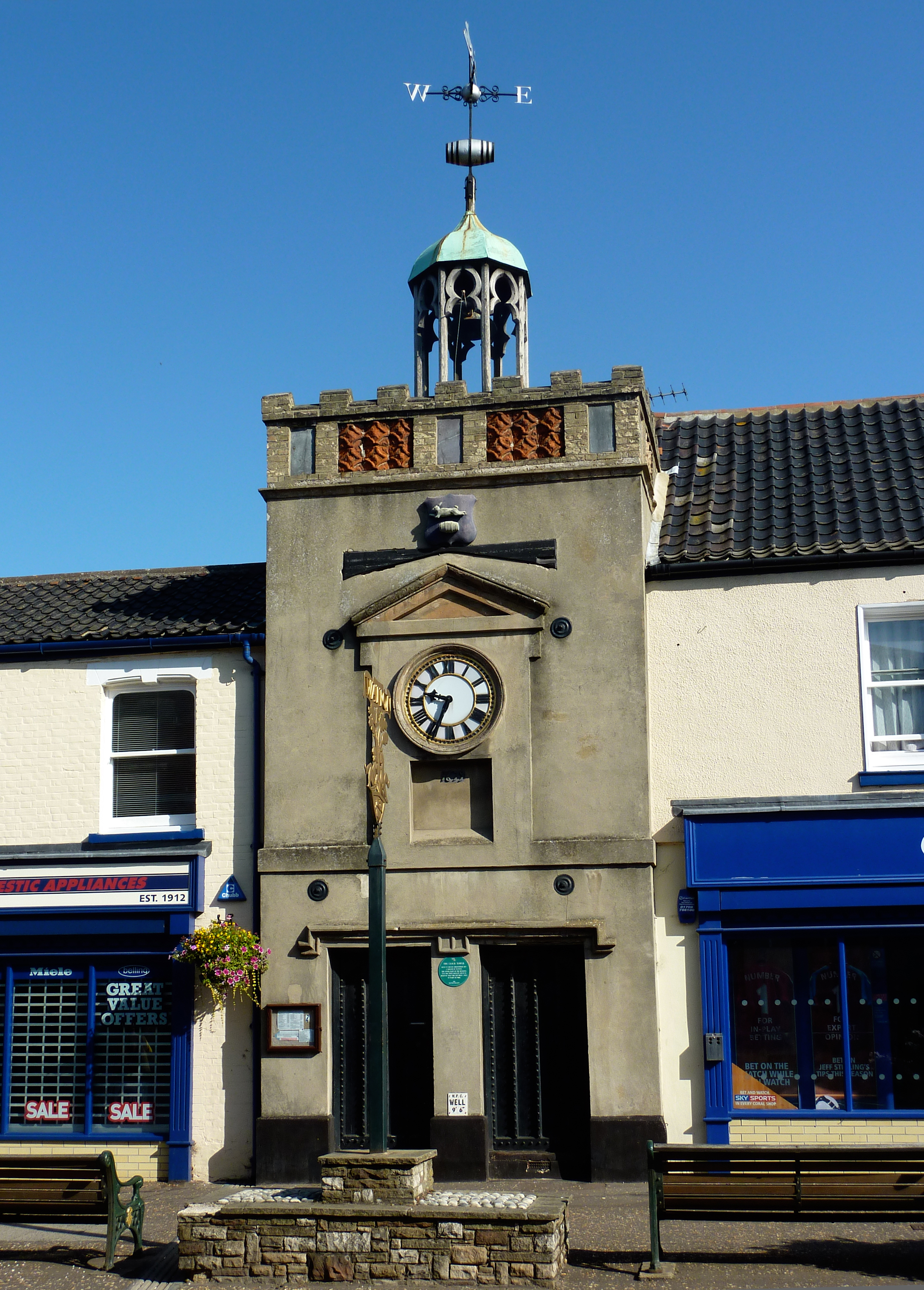
Watton Clock Tower